# Bring Me the Head of Alfredo Garcia
Bring Me the Head of Alfredo Garcia ou Tráiganme la cabeza de Alfredo García (br.: Tragam-me a cabeça de Alfredo Garcia) é um filme méxico-estadunidense de 1974, do gênero ação em estilo de humor negro e surrealista, dirigido por Sam Peckinpah.
Realizado no México com baixo orçamento devido as dificuldades financeiras enfrentadas por Peckinpah após o fracasso de bilheteria da sua produção anterior, Pat Garrett & Billy the Kid (1973), o filme foi ignorado pelo público no lançamento e não escapou das críticas, pois muitos o consideraram um exemplar maior do sadismo e da demência do diretor. Atualmente é considerado uma obra "cult", admirando-se a coragem de Peckinpah em realizá-lo.

## Elenco
- Warren Oates...Bennie
- Isela Vega...Elita
- Robert Webber...Sappensly
- Gig Young...Quill
- Helmut Dantine...Max
- Emilio Fernández...El Jefe
- Kris Kristofferson
- Chano Urueta...Manchot (bartender)

## Sinopse
O milionário fazendeiro mexicano conhecido por "El Jefe" descobre que sua filha foi abandonada e deixada grávida por um aventureiro. Sem demora contata seu bando de assassinos internacionais e oferece 1 milhão de dólares para quem lhe trouxer a cabeça do homem, que se chama Alfredo Garcia.
Depois de muitas buscas pelo México e EUA, dois assassinos chegam a uma boate de baixa classe na Cidade do México, onde encontram o pianista gringo Bennie (personagem inspirado no próprio diretor Peckinpah, segundo contou o ator Oates). Eles lhe oferecem alguns milhares de dólares pela informação, mas querem como prova a cabeça de Garcia. Bennie, que tinha ciúmes de Garcia com sua pretendente, a cantora Elita, fica de dar a resposta aos bandidos. Vai atrás de Garcia e descobre que ele estivera com Elita. Mas a cantora lhe diz que Garcia foi embora para sua cidade no interior do México, onde sofreu um acidente de carro e morreu. Bennie não se dá por vencido, compra um facão e parte junto com Elita rumo à cidade onde Garcia foi enterrado, para conseguir a prova da morte do aventureiro. Mas os assassinos não confiam em Bennie e sem ele saber seguem-no até a longíqua e miserável cidade,onde então haverá o confronto.